# Upplands runinskrifter 890

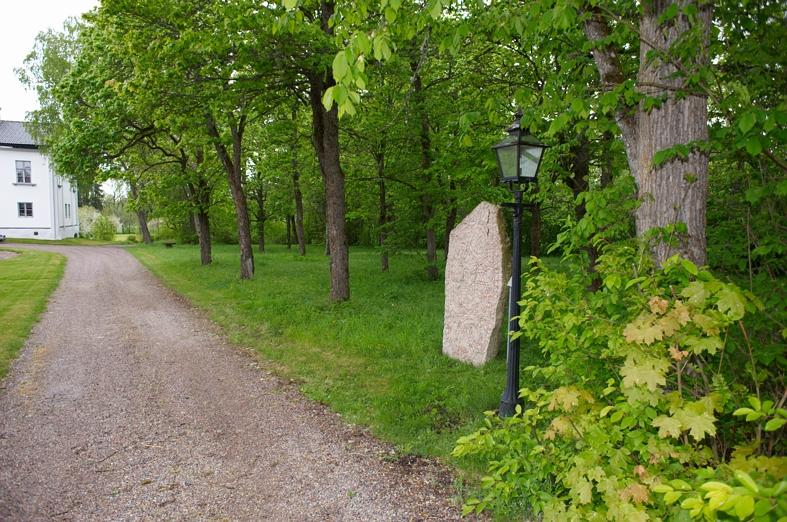
Runsten U 890.

Upplands runinskrifter 890 är en vikingatida runsten av ljus granit i Österby, Ålands socken och Uppsala kommun. Runstenen är 2,3 meter hög, 1,3 meter bred och 0,3 meter tjock. Runhöjden är 6-8,5 centimeter. Stenens topp är avslagen och runstenen har ursprungligen varit mycket hög, en av Upplands högsta. Ristningen är på vissa ställen grunt huggen. Detta, tillsammans med en grov stenyta, gör att såväl ornamentik och runorna är svåra att följa.
Stenen låg tidigare på en gammal tomt ett stycke öster om huvudbyggnaden, men flyttades av arrendatorn Emil Edsberg till sin nuvarande plats. På stenens baksida finns en inskrift inhuggen som talar för det: "Uprest juni 1880 Emil Edsberg".

## Inskriften
Translitterering av runraden:
---i ' auk fas(t)aþr ' auk þuru(l)... ... (f)aþur sin : auk| |kuþui (a)t lu--- su--an --fu(r)u i ukrikis
Normalisering till runsvenska:
... ok Fastaðr ok Þorul[fʀ] ... faður sinn, ok Guðvi(?) at(?) ... su--an --furu i ukrikis''
Översättning till nusvenska:
.. . och Fastad och Torulv . . . sin fader, och Gudvi efter ...